# Onosma gehardicum
Onosma gehardicum är en strävbladig växtart som beskrevs av T.N. Popova. Onosma gehardicum ingår i släktet Onosma och familjen strävbladiga växter. Inga underarter finns listade i Catalogue of Life.